# ラージ・メーヘラー
ラージ・メーヘラー（Raj Mehra、1913年5月20日 - 1993年）は、インドのヒンディー語映画で活動した俳優。

## フィルモグラフィー
- Shikayat（1948年）
- Pyar Ki Jeet（1948年）
- Aaj Ki Raat（1948年）
- Naach（1949年）
- Patanga（1949年）
- Kamal Ke Phool（1950年）
- Stage（1951年）
- Saiyan（1951年）
- Khazana（1951年）
- Parbat（1952年）
- Anand Math（1952年）
- Sharada（1957年）
- Gateway of India（1957年）
- Police（1958年）
- ガンジスの流れる国（1960年）
- Jab Pyar Kisi Se Hota Hai（1961年）
- Woh Kaun Thi?（1964年）
- Ziddi（1964年）
- Neela Aakash（1965年）
- Aaye Din Bahar Ke（1966年）
- Teesri Manzil（1966年）
- Patthar Ke Sanam（1967年）
- Sajan（1969年）
- Pyar Hi Pyar（1969年）
- Aap Aye Bahaar Ayee（1971年）
- Shor（1972年）
- Be-Imaan（1972年）
- Raja Rani（1973年）
- Loafer（1973年）
- Jugnu（1973年）
- Amir Garib（1974年）
- Shirdi Ke Sai Baba（1977年）
- Beqasoor（1980年）
- Be-Reham（1980年）
- Divorce（1983年）
- Paanchwin Manzil（1983年）
- Aap Ke Saath（1986年）
- Tan-Badan（1986年）
- Daata（1989年）

## 受賞歴
| 年               | 部門             | 作品             | 結果             | 出典             |
| フィルムフェア賞 | フィルムフェア賞 | フィルムフェア賞 | フィルムフェア賞 | フィルムフェア賞 |
| ---------------- | ---------------- | ---------------- | ---------------- | ---------------- |
| 1958年           | 助演男優賞       | 『Sharada』      | 受賞             | [ 2 ]            |